# ロビア・ラモルテ
ロビア・ラモルテ（Robia LaMorte、1970年7月7日 - ）は、アメリカ合衆国の女優。

## 出演作品
- CSI:2 科学捜査班
- バフィー 〜恋する十字架〜 シーズン3（ジェニー・カレンダー）
- バフィー 〜恋する十字架〜 シーズン2（ジェニー・カレンダー）
- バフィー 〜恋する十字架〜 シーズン1（ジェニー・カレンダー）
- トゥモロー・ネバー・デッド／００７は殺しの暗号